# Florin Costea
Florin Costea (Râmnicu Vâlcea, 16 maggio 1985) è un ex calciatore rumeno, di ruolo attaccante.

## Carriera
Dopo 5 stagioni ad alti livelli all'Universitatea Craiova, vincendo anche il titolo di capocannoniere della Liga I nella stagione 2008-2009, passa alla Steaua Bucarest, con cui non disputa una stagione all'altezza delle aspettative, tanto da rimanere svincolato al termine della stagione.

## Palmarès

### Individuale
- Capocannoniere del campionato rumeno: 1

2008-2009